# 금만로
금만로(Geumman-ro)는 전북특별자치도 김제시 서암동 성산사거리와 군산시 대야면 대야 교차로를 잇는 전북특별자치도의 도로이다. 대야 교차로에서 동군산 나들목과 직결된다.

## 역사
- 2005년 11월 14일 : 김제시 백산면 석교리 ~ 군산시 대야면 지경리 14.62km 구간을 자동차 전용도로로 지정[1]
- 2007년 4월 30일 : 김제시 서암동 ~ 군산시 대야면 지경리 구간 확장 개통[2]
- 2009년 7월 10일 : 2개 이상 시·군에 걸쳐 있는 도로로 금만로를 고시[3]

## 주요 경유지
전북특별자치도
- 김제시 - 군산시

## 노선
- (■): 자동차 전용도로 구간

| 이름                          | 접속 노선                              | 소재지        | 소재지                                   | 비고               |
| ----------------------------- | -------------------------------------- | ------------- | ---------------------------------------- | ------------------ |
| 성산사거리                    | 벽지산로 중앙로 성산길                 | 김제시        | 요촌동                                   |                    |
| 서암사거리                    | 벽성로                                 | 김제시        | 요촌동                                   |                    |
| 서암2사거리                   | 만경로 범득골길                        | 김제시        | 요촌동                                   |                    |
| 신곡 교차로                   | 국도 제23호선 국도 제29호선 (아리랑로) | 김제시        | 교월동                                   | 국도 제29호선 구간 |
| 서흥교                        |                                        | 김제시        | 교월동                                   | 국도 제29호선 구간 |
| 신평천교                      |                                        | 김제시        | 교월동                                   | 국도 제29호선 구간 |
| 백산면                        |                                        | 김제시        |                                          | 국도 제29호선 구간 |
| 석교교                        |                                        | 김제시        |                                          | 국도 제29호선 구간 |
| 후석 교차로                   | 석교로                                 | 김제시        |                                          | 국도 제29호선 구간 |
| 대동교                        |                                        | 김제시        | 만경읍                                   | 국도 제29호선 구간 |
| 내죽 교차로                   | 지방도 제702호선 (능제로)              | 김제시        | 만경읍                                   | 국도 제29호선 구간 |
| 월송교 거산교 신금1교 신금2교 |                                        | 김제시        | 청하면                                   | 국도 제29호선 구간 |
| 신금 교차로 (신금3교)         | 지방도 제711호선 (만경로)              | 김제시        | 청하면                                   | 국도 제29호선 구간 |
| 갈산교                        |                                        | 김제시        | 청하면                                   | 국도 제29호선 구간 |
| 청하대교                      |                                        | 김제시        | 청하면                                   | 국도 제29호선 구간 |
| 군산시                        | 대야면                                 |               |                                          | 국도 제29호선 구간 |
| 군산시                        | 대야면                                 | 상리교 내상교 |                                          | 국도 제29호선 구간 |
| 군산시                        | 대야면                                 | 대야 교차로   | 국도 제21호선 국도 제29호선 (새만금북로) | 국도 제29호선 구간 |
| 군산시                        | 대야면                                 | 동군산 나들목 | 국도 제26호선 (번영로)                   |                    |
| 동군산 나들목과 직결          |                                        |               |                                          |                    |